# Walckenaeria kikogensis
Walckenaeria kikogensis är en spindelart som beskrevs av Nikolaj Scharff 1990. Walckenaeria kikogensis ingår i släktet Walckenaeria och familjen täckvävarspindlar.
Artens utbredningsområde är Tanzania. Inga underarter finns listade i Catalogue of Life.